# Xã Gales, Quận Redwood, Minnesota
Xã Gales (tiếng Anh: Gales Township) là một xã thuộc quận Redwood, tiểu bang Minnesota, Hoa Kỳ. Năm 2010, dân số của xã này là 137 người.